# Заєд Султан
Заєд Султан (араб. زايد سلطان; нар. 11 квітня 2000) — еміратський футболіст, захисник клубу Аль-Джазіра.
Вихованець столичного клубу Аль-Джазіра.

## Клубна кар'єра
У складі дорослої команди дебютував 29 січня 2020 року у матчі проти клубу Ан-Наср. Є гравцем ротації. На міжнародному рівні дебютував на Клубному чемпіонаті світу 2021, у матчі за п'яте місце проти мексиканського клубу Монтеррей забив м'яч у власні ворота.

## Титули і досягнення
- Чемпіон ОАЕ (1):

«Аль-Джазіра»: 2020-21
- Володар Суперкубка ОАЕ (1):

«Аль-Джазіра»: 2021